# Saint-Hilaire-de-Briouze
Saint-Hilaire-de-Briouze là một xã trong tỉnh Orne, vùng Normandie tây bắc nước Pháp. Xã Saint-Hilaire-de-Briouze nằm ở khu vực có độ cao trung bình 221 mét trên mực nước biển.